# Claude Elwood Shannon
Claude Elwood Shannon   (Petoskey, 30 d'abril de 1916 - Medford, 24 de febrer de 2001) va ser un enginyer elèctric, matemàtic i criptògraf estatunidenc, recordat per ser el pare de la teoria de la informació i de les comunicacions digitals.
És conegut com a pioner de la teoria de la informació per haver demostrat el 1948 que aquesta teoria es podia definir i mesurar com una noció científica. També és conegut per haver fundat les bases de la computadora digital i la teoria del disseny dels circuits digitals (1937). En la seva tesina de màster, quan tenia només 21 anys, va demostrar que les aplicacions de l'àlgebra de Boole a l'electricitat podien construir relacions lògiques i numèriques. Durant la Segona Guerra Mundial va contribuir a la criptoanàlisi per a la defensa del seu país.

## Biografia
Claud'Elwood Shannon va néixer a Petoskey (Michigan) i va viure i créixer a Gaylord (Michigan), on es va graduar de secundària el 1932 i va demostrar un gran interès per la mecànica i l'electricitat. El pare era un home de negocis i la mare una professora d'idiomes; eren una família apolítica i atea. A casa seva va construir models d'avions, un model de vaixell controlat per ràdio i un sistema de telegrafia sense fils amb què es connectava amb un amic que vivia a uns 800 metres. El seu heroi va ser Thomas Edison, del qual, més tard, es va assabentar que era cosí llunyà. Tots dos eren descendents de John Ogden (1609-1682), un líder colonial.
Va estudiar a la Universitat de Michigan i el 1936 va obtenir dues llicenciatures, una en Enginyeria Elèctrica i una altra en Matemàtiques. Uns estudis que li van permetre treballar, durant vint anys, com a assistent d'investigació del departament d'enginyeria elèctrica a l'Institut Tecnològic de Massachusetts (MIT) de l'any 1958 al 1978. Paral·lelament a les seves activitats acadèmiques, també va treballar molts anys en la computadora analògica i l'analitzador diferencial de Vannevar Bush.
La tesina de màster de Shannon sobre l'àlgebra booleana i els circuits digitals es va publicar en forma d'article en el número de 1938 de la revista Transactions of the American Institute of Electrical Engineers. En aquell treball, Shanon defensava que l'àlgebra booleana es podia utilitzar en l'anàlisi i síntesi de la commutació i els circuits digitals. Va demostrar que l'àlgebra de Boole i l'aritmètica binària es podien utilitzar per simplificar la disposició dels relés de les xarxes telefòniques commutades. Després va ampliar aquell concepte i va provar que aquells circuits podien resoldre tots els problemes que resolia l'àlgebra de Boole. Aquest treball va esdevenir la base del disseny de circuits digitals.
El 1940 li van concedir el premi Alfred Noble de l'Institut d'Enginyers Elèctrics dels Estats Units. El mateix any es doctorà al Massachusetts Institute of Tecnology (MIT) amb una tesi titulada Algebra per a la genètica teòrica i va entrar a treballar com a investigador a l'Institut d'Estudis Avançats de Princeton, a Nova Jersey.
Durant la Segona Guerra Mundial, Shannon va entrar als Laboratoris Bell per treballar en sistemes de control de foc i en criptografia, i formà part del primer projecte orientat cap a l'artilleria antiaèria de la Comissió Nacional d'Investigació de Defensa (CEDR). Als laboratoris va conèixer la qui després seria la seva dona, Betty, amb la qual es va casar el 1949. També treballà per als serveis secrets, el treball de criptografia va estar molt relacionat amb la publicació de la seva teoria de la comunicació. Aquest treball pretenia localitzar automàticament l'enemic ocult enmig de les interferències. Al final de la guerra es va preparar el memoràndum “Una teoria matemàtica de la criptografia”, l'any 1945. Aquest document incorpora molts dels conceptes i formulacions matemàtiques que també van aparèixer en la seva "Teoria matemàtica de la comunicació". La seva obra s'exhibeix en un informe secret (desclassificat tan sols en la dècada de 1980), que dona llum després de la guerra a un element, la publicació de la “Teoria matemàtica de la comunicació” (1948), com un article en dues parts en els números de juliol i octubre de Bell System Technical Journal. Aquest treball se centra en el problema de millorar la codificació de la informació que un remitent desitja transmetre, el problema de la transmissió de senyals.
El 1950 va publicar un treball que descrivia la programació d'una computadora per jugar a escacs, que es convertí en la base de posteriors desenvolupaments de les computadores i de la intel·ligència artificial. El 1951 va publicar “Predicció i entropia de l'imprès en anglès”.
També va introduir la teoria del mostreig, que s'ocupa d'analitzar el que representa un senyal de temps continu sobre un conjunt discret de mostres. Aquesta teoria va ser essencial perquè les telecomunicacions passessin de sistemes analògics a sistemes de transmissions digitals, en els anys 1960 i posteriors.
Claude Shannon és conegut no només pel seu treball en telecomunicacions, sinó també per l'amplitud i l'originalitat de les seves aficions, com els jocs malabars, la pràctica del monocicle i la invenció de màquines extravagants: el ratolí intel·ligent mecànic que sap trobar el seu camí a través d'un laberint, un robot malabarista, un jugador d'escacs (torre contra rei), etc.
Claude Shannon va desenvolupar l'“Ultimate machine”, una caixa amb un interruptor que, en pressionar-lo, la màquina es posa en marxa i s'activa un mecanisme que condueix a aturar immediatament el giny, la tapa de la caixa s'obre i una mà mecànica s'estén i apaga l'interruptor, i després torna dins l'àrea.
Aquest tipus de comportament estrany passa en situacions en què la comunicació ubiqua rau, paradoxalment, en l'absència de comunicació, la utilitat en la manca d'utilitat.
Exemples: "La moda és el que passa de moda" (Jean Cocteau), la "Creació de l'Escola (l'escola freudiana) per dissoldre" (Jacques Lacan); "Ens adonem del son en despertar-nos" (John Lennon); "El bon funcionament de tot el sistema d'estalvi per a l'habitatge implica, paradoxalment, que alguns propietaris de dret (els "bons germans") renunciïn específicament al seu dret a un préstec després d'un període d'estalvi" (Pierre Chaillol); "Els ideals revolucionaris només poden ser pertorbats quan s'assoleixen: la necessitat que, segons ell, va ser condemnat a perdre per aconseguir, menys distorsionat i traït pels seus enemics per les mateixes persones que volien fer complir" (Jean Starobinski), "La virginitat es perd per provar-la" (Fernand Crommelynck). Un avatar geoestratègic d'aquest autòmat paradoxal, Shannon és en el concepte de dissuasió de potències nuclears construint una bomba atòmica per tal de prohibir qualsevol intent d'utilitzar aquestes armes, es neutralitza l'un a l'altre i no s'utilitza.
També va construir un dispositiu per resoldre el cub trencaclosques de Rubik; el Minivac 601, un entrenador digital per a ordinadors que ensenyava la gent de negocis a utilitzar l'ordinador. És considerat també el coinventor del primer ordinador portàtil juntament amb Edward O. Thorp.
Shannon va tenir tres fills: Robert James, Andrew Moore i Margarita. Va patir de la malaltia d'Alzheimer i en els últims anys de la seva vida va estar en una llar d'avis a Massachusetts aliè a les meravelles de la revolució digital que havia ajudat a crear. Claud'Elwood Shannon va morir el 24 de febrer de 2001 a Medford, Massachusetts, a 84 anys.

## Llegat i homenatges
Al MIT, per commemorar els èxits i els treballs realitzats per Shannon, van encarregar la construcció de sis estàtues de Shannon a Eugene L. Daub. Aquestes estàtues es troben a la Universitat de Michigan, al Laboratori de Sistemes d'Informació i de decisió del MIT, a Gaylord (Michigan), a la Universitat de Califòrnia (San Diego), als Laboratoris Bell i a l'AT&T Labs de Shannon.

## Pensament
Shannon estudia el flux de les ones electromagnètiques en un circuit, i resolt que a través del codi binari es pot igualar tota la informació. Fa una distinció entre missatge i mitjà i millora l'eficàcia del canal per on es comunica la informació gràcies al concepte d'entropia, que mesura les pèrdues a causa dels sorolls causats durant la transmissió del missatge. És considerat, gràcies al seu treball, la peça clau en el desenvolupament que fa que la comunicació adquireixi un caràcter central i influent a la societat. En aquest treball també hi afegeix els fonaments matemàtics de la revolució tecnològica de la segona meitat del s. XX.

## Teoria matemàtica de la comunicació de C. E. Shannon

### Contextualització de la teoria matemàtica de la comunicació de C. E. Shannon[1]
L'any 1948, amb el model de Lasswell i el model de Shannon, es fixa el camp d'estudi de la comunicació com a disciplina científica. Els models de la comunicació són instruments que permeten descriure la comunicació i establir les àrees d'investigació. El model de la teoria matemàtica de la comunicació de Shannon atorgava a la disciplina un lloc dins de les ciències naturals.
Aquestes primeres teories empíriques minimitzen els efectes dels mitjans, i remarquen la importància de la comunicació interpersonal i la personalitat de cada individu com a filtre pels mitjans. Els mitjans de comunicació són considerats imprescindibles per tal de poder-se desenvolupar la democràcia.
Amb la influència de la mass communication research a escala internacional, es passa d'uns estudis d'un model mecanicista d'estímul-resposta a un model més organiscista, estimul-organisme-resposta, que emfatitza les audiències.

### Teoria matemàtica de la comunicació[2]
Shannon va utilitzar la criptografia per poder legitimar el seu treball i poder publicar en dos números del Bell System Technical Journal el seu article “A Mathematical Theory of Communicacition”. Aquest article va ser presentat com un conjunt de 23 teoremes majoritàriament demostrats rigorosament. Es podien distingir quatre parts de l'article: fonts discretes d'informació, fonts contínues d'informació, la presència de soroll i l'absència de soroll.
C. E. Shannon va treballar lliurement a través de les disciplines per tal de poder fundar la teoria matemàtica de la comunicació o informació. La base teòrica per a la tecnologia, en el cas de la comunicació, era necessària a causa de l'augment, cada vegada més important, de la complexitat i la gran varietat de vies de comunicació, com el telèfon i la ràdio, entre d'altres. Aquesta teoria neix per solucionar els problemes de sorolls en les comunicacions entre l'exèrcit i l'estat, sobretot nord-americà, a través de la radio durant la Segona Guerra Mundial.
En aquest projecte va demostrar que totes les fonts d'informació poden mesurar-se igual que els canals de televisió, els quals tenen una unitat de mesura molt semblant. Per descriure la comunicació entre els diferents aparells de comunicació, va desenvolupar l'article el 1948 i 1949 al seu llibre començant amb un patró. Els models de sistema de la comunicació entre màquines del patró és la traducció al sistema civil del sistema utilitzat prèviament per l'exèrcit en el context militar. Aquest patró consta de les següents parts: font, codificador del senyal i descodificador.
També va posar les bases de la correcció de sorolls i errors en les transmissions dels missatges pels canals, abordant així el context de les interferències en les comunicacions. La comunicació entre aparells és imperfecta. No obstant això, el seu èxit és aclaparador perquè combina a la perfecció l'enfocament amb el comportament dels mitjans de comunicació. Aquest èxit va comportar la creació d'un camp disciplinari, el de les Ciències de la Informació i la Comunicació. D'altra banda, aquest sistema canònic dona la coherència i l'aparença de respectabilitat científica.
El desenvolupament de mètodes de modulació PCM (modulació per impulsos codificats) i PPM (modulació per posició d'impulsos) que intercanvien una banda ampla mitjançant senyals sonors de ràtio, 
 ha intensificat l'interès per la teoria de la comunicació.
El problema fonamental de la comunicació és reproduir en un punt de manera exacta o aproximada un missatge seleccionat a un altre punt. Normalment els missatges tenen significats, per això es relacionen amb entitats físiques o conceptuals. Aquest aspecte semàntic de la comunicació és que el missatge se selecciona d'un conjunt de possibles missatges. Per això, el sistema ha d'estar dissenyat per poder operar correctament des de qualsevol selecció del conjunt de missatges. Si el nombre de missatges és finit es pot considerar com una mesura de la informació produïda quan un missatge és seleccionat del conjunt, ja que totes les opcions tenen la mateixa probabilitat de ser seleccionades.
C. E. Shannon va definir que la millor opció de mesura és una logarítmica perquè té en compte l'estabilitat del missatge i la seva contínua gamma. Aquesta mesura logarítmica és convenient pels motius següents:
1. És útil perquè els paràmetres de l'enginyeria (banda ampla, nombre de relés) tendeixen a variar de manera lineal i amb el logaritme augmenta el nombre de possibilitats.
2. La mateixa mesura s'assembla al pensament intuïtiu perquè s'acostuma a mesurar mitjançant comparacions lineals amb estàndards comuns.
3. Matemàticament parlant és més adequat perquè els logaritmes permeten seleccionar una base com a unitat de mesura, per això permet mesurar informació.

Mitjançant aquest treball de la teoria matemàtica de la informació, Shannon va demostrar que totes les fonts d'informació (telègraf, telèfon, ràdio, persones parlant, etcètera) es poden mesurar, i que els canals de comunicació tenen una unitat de mesura similar que determina la velocitat màxima de transferència o capacitat del canal. En conseqüència, també va demostrar que la informació es pot transmetre sobre un canal només si la magnitud de la font no excedeix la capacitat de transmissió del canal. També va assentar les bases per corregir errors, suprimir sorolls i redundàncies.

### Model del procés de comunicació i esquema comunicatiu
Per al sistema de comunicació Shannon va utilitzar un sistema de tipus esquemàtic per explicar-lo de manera més entenedora. C. E. Shannon va establir que el sistema de comunicació tenia essencialment sis parts:
1. La font d'informació produeix un missatge o una seqüència de missatges que han de ser comunicats al terminal de recepció. És l'agent que inicia el procés de comunicació. Aquests missatges poden ser comunicats al terminal de recepció de diverses maneres:
  - Una seqüència de lletres, com en el sistema del telègraf.
  - Una funció de temps, com en el sistema de ràdio o telefonia.
  - Una funció de temps amb altres variables, com a la televisió en blanc i negre.
  - Dues o més funcions de temps, com en el cas de les transmissions en tres dimensions.
  - Diverses funcions de diverses variables, com a la televisió en color.
  - Diverses combinacions, com un canal associat a un canal de so.
2. El transmissor opera amb el missatge per tal de produir un senyal apte per a la transmissió del missatge pel canal. És l'emissor tècnic. Per exemple, en la telefonia l'operació consisteix a canviar la pressió del so en un corrent elèctric proporcional. En la telegrafia l'operació de codificació consisteix a produir una sèrie de punts, guions i espais al canal corresponent al missatge. En la modulació per impulsos codificats, cada discurs ha de ser mostrejat, comprimit, quantificat, codificat i, finalment, intercalat correctament per construir el senyal. Altres exemples d'operacions complexes que s'apliquen als missatges per obtenir els senyals són els sistemes Vocoder i la televisió o freqüències de modulació.
3. El canal és el mitjà utilitzat per transmetre el senyal emès pel transmissor al receptor. Els canals poden ser cables, cables coaxials, una banda de radiofreqüència, un feix de llum, entre d'altres.
4. El receptor és qui, de manera ordinària, realitza l'operació inversa al transmissor. S'encarrega de descodificar i reconstruir el missatge del senyal.
5. El destinatari és la persona o cosa per a qui o per a la qual s'ha articulat el missatge.
6. El soroll és qualsevol interferència que parasita el senyal durant la transmissió del missatge codificat.

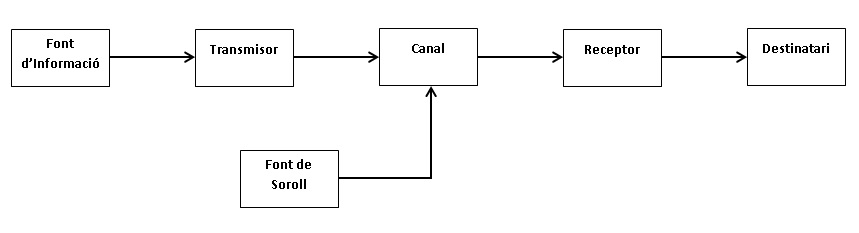
Figura: Diagrama sistemàtic del sistema de comunicació de Shannon.

En definitiva, el procés de comunicació és el següent: el primer agent que intervé, la font d'informació, planteja un missatge. Aquest missatge és codificat per l'emissor i transmès en forma de senyals. El senyal rebut és la suma del senyal transmès i d'una part inevitable de soroll. Aquests senyals es recuperen i circulen per un canal comunicatiu on són descodificats pels receptors, que reconstrueixen el missatge i, finalment, arriba al destinatari corresponent.
Així doncs Shannon, amb la seva teoria, demostrava que amb una bona elecció del transmissor i del receptor era possible enviar i rebre missatges amb exactitud i confiança, sempre que el ritme de transmissió de la informació no sobrepassés el límit, denominat capacitat de canal.

#### Tipus de sistemes de comunicació
Els sistemes de comunicació es poden classificar en tres categories: discrets, continuats i mixtos.
- Un sistema de comunicació discret es caracteritza pel fet que tant el missatge com el senyal són una seqüència discreta de senyals. Per exemple és el cas de la telegrafia, el missatge és una seqüència de lletres i el senyal una seqüència de punts, guions i espais.
- Un sistema de comunicació continu es caracteritza pel fet que tant el missatge com el senyal són tractats com a funcions contínues. Per exemple la ràdio o la televisió.
- Un sistema de comunicació mix es caracteritza pel fet que tant la variable discreta com la contínua apareixen. Per exemple la modulació per impulsos codificats transmetent un discurs.

## La seva obra
Durant la Segona Guerra Mundial, Shannon va treballar per als serveis secrets militars, en criptografia, amb la tasca de localitzar automàticament en el codi enemic les parts que tenien sentit enmig de la interferència. La seva obra s'exhibeix en un informe secret (desclassificat tan sols en la dècada de 1980), que dona a llum després de la guerra a un nou concepte, la Teoria matemàtica de la comunicació (1948), que va ser incorporada el 1949 dins un llibre en una edició de Warren Weaver, el seu superior en els serveis secrets. Aquest llibre se centra en el problema de la transmissió de senyals.

### Unitat de mesura
A l'article, com en el llibre, es va popularitzar l'ús de la paraula bit com una mesura bàsica de la informació digital. John W. Tukey va ser el primer a utilitzar el terme però Shannon va definir el bit (contracció de “binary digit”) com la unitat de la informació. Precisament, el bit representa el nombre de bits necessaris per codificar una gran quantitat d'informació. Per tant, es necessita com a mínim un bit per codificar els dos estats (per exemple: 0 i 1), dos bits utilitzats per codificar quatre estats (00, 01, 10, 11). Les 26 lletres de l'alfabet, requereixen com a mínim 5 bits, ja que {\displaystyle (2^{4}=16)<26\leq (2^{5}=32)}.
En general, si p és el nombre d'estats possibles, n el nombre de bits necessaris per codificar tots els controls: {\displaystyle 2^{(n-1)}<\ p2^{n}}.
En un cas ideal en què s'utilitzi tota la informació disponible: {\displaystyle p=2^{n}}.

### Telecomunicacions
Shannon, amb el teorema de codificació de fonts, va mostrar que la longitud mitjana d'un missatge té el límit mínim proporcional a l'entropia de la font. Introduint el soroll, el teorema de codificació del senyal estableix que quan l'entropia de la font és menor que la capacitat del canal, existeix un codi que permet transmetre el missatge. Això explica l'èxit que va tenir aquest teorema en l'enginyeria de les telecomunicacions, ja que els codis turbo (codis de correcció d'errors) aconseguien una baixa probabilitat d'errors a ritmes pràcticament iguals a la capacitat del canal.
En les telecomunicacions, la relació de Shannon permet calcular la valència (o nombre màxim d'estats) de Disturbed:
cal suposar que el senyal S, N, el soroll: {\displaystyle n={\sqrt {1}}+{{\frac {S}{}}{}n}}.
Va ser llavors quan el flux màxim: {\displaystyle log_{2}H(1+{\frac {S}{}}{}N)}.
Aquest resultat és independent de la freqüència de mostreig i el nombre de nivells d'una mostra (la valència).

#### L'entropia de C. E. Shannon
Shannon va desenvolupar l'entropia com una mesura de la incertesa en un missatge. L'article de l'entropia de Shannon mostra els límits superior i inferior de les estadístiques en llengua anglesa, donant així una base per estudiar i analitzar el llenguatge. També va demostrar que els espais en blanc i les 27 lletres de l'alfabet realitzen la funció de reduir la incertesa del llenguatge escrit.
Hi ha una contribució clau de l'obra de Shannon en el concepte d'entropia. Si es tenen en compte els esdeveniments N de probabilitat p 1, p ₂ ... p N, independents els uns dels altres.
L'entropia de Shannon es defineix com: {\displaystyle Entropia=-\sum _{i}=1{}_{i}^{p}Nlog_{2}(p_{i})}.
També:
- Establiment d'una relació entre l'entropia creixent i l'augment de la informació.
- Demostració de l'equivalència d'aquest concepte amb l'entropia de Ludwig Boltzmann de termodinàmica.

El descobriment del concepte obrí el camí a mètodes anomenats de màxima entropia (veure probabilitat), l escàner, la salut, el reconeixement automàtic de caràcters i l'aprenentatge automàtic.
Hi va haver dues lectures diferents d'aquest llibre. Alguns es van mostrar interessats pel desenvolupament de noves tècniques de codificació, i d'altres es van interessar per utilitzar-lo com a model general de comunicació i definició matemàtica de la informació (anomenada entropia pel mateix autor). Shannon va treballar amb lingüistes, que també estaven interessats en el càlcul de l'entropia d'un llenguatge per comprendre millor diferents conceptes, com el de redundància.

### El ratolí de Shannon
Shannon va crear el ratolí Teseu l'any 1950 –nom que prové de la mitologia grega–, per intentar resoldre el laberint; va esdevenir un dels primers experiments de la intel·ligència artificial.
Era un ratolí magnètic controlat per un circuit de relé que permetia moure'l per un laberint de 25 places. Va ser dissenyat per buscar a través dels passadissos del laberint l'objectiu. Després d'haver viatjat pel laberint el ratolí es col·locava en qualsevol lloc, en què ja havia estat abans, i per la seva experiència prèvia podia anar directament a la meta, afegint així els nous coneixements a la seva memòria. Teseu sembla haver estat el primer dispositiu d'aprenentatge artificial.

### Teoremes associats a Shannon
- El teorema de mostreig de Nyquist-Shannon (mostreig).
- El primer teorema de Shannon (compressió).
- El segon teorema de Shannon (capacitat del canal de transmissió).

## Obres més rellevants de C. E. Shannon
- (1948) “A Mathematical Theory of Communication.” Bell System Technical Journal 27 : 379–423, 623–656.
- (1949) “Communication in the Presence of Noise.” Proceedings of the Institute of Radio Engineers 37: 10–21.
- (1949) “Communication Theory of Secrecy Systems.” Bell System Technical Journal 28: 656–715.
- (1949) With Warren WEAVER. The Mathematical Theory of Communication. Urbana: University of Illinois Press.
- (1950) “Programming a Computer for Playing Chess.” Philosophical Magazine 41: 256–275.
- (1951) “Prediction and Entropy in Printed English.” Bell System Technical Journal 30: 50–64.
- (1956) “The Bandwagon.” IRE Transactions on Information Theory 2: 3.
- (1967) Amb Robert G. GALLAGER i Elwyn R. BERLEKAMP, “Lower Bounds to Error Probability for Coding on Discrete Memoryless Channels.” Information and Control 10: 65-103

## Premis i honors
- Premi Alfred Noble, 1939 (Premi de la Societat d'Enginyeria Civil als EUA).
- Morris Liebmann Memorial Prize de l'Institut d'Enginyers de Ràdio de 1949.
- Màster en Ciències a la Universitat Yale, 1954.
- Medalla Stuart Ballantine de l'Institut Franklin, 1955.
- Premi en investigació d'empresa, 1956.
- Doctorat honorari per la Universitat de Michigan, 1961.
- Medalla d'Honor per la Universitat Rice, 1962.
- Doctorat honorari per la Universitat de Princeton, 1962.
- Premi Marvin J. Kelly, 1962.
- Doctorat honorari per la Universitat d'Edimburg, 1964.
- Doctorat honorari per la Universitat de Pittsburgh, 1964.
- Medalla d'Honor de l'Institut d'Enginyers Elèctrics i Electrònics, 1966.
- Medalla Nacional de la Ciència de 1966, presentat pel president Lyndon B. Johnson.
- Premi Golden Plate, 1967.
- Doctorat honorari per la Universitat Northwestern, 1970.
- Premi Harvey, Technion de Haifa, Israel, 1972.
- Reial Acadèmia Holandesa d'Arts i Ciències (KNAW), membre estranger de 1975.
- Doctorat honorari per la Universitat d'Oxford, 1978.
- Premi Joseph Jacquard, 1978.
- Premi Harold Pender, 1978.
- Doctorat honorari per la Universitat d'East Anglia, 1982.
- Doctorat honorari per la Universitat Carnegie Mellon, 1984.
- Medalla d'Or per l'Audio Engineering Society, 1985.
- Premi Kyoto, 1985.
- Doctorat honorari per la Universitat de Tufts, 1987.
- Doctorat honorari per la Universitat de Pennsylvania, 1991.
- Premi d'Investigació Bàsica, Fundació Eduard Rhein, Alemanya, 1991.
- Instal·lat al National Inventors Hall of Fame, 2004.